# Şakhrah
Şakhrah (arabiska: صخرة) är en underdistriktshuvudort i Jordanien.   Den ligger i provinsen Ajlun, i den norra delen av landet, 50 km norr om huvudstaden Amman. Şakhrah ligger 1 094 meter över havet och antalet invånare är 10 616.
Terrängen runt Şakhrah är huvudsakligen kuperad, men den allra närmaste omgivningen är platt. Şakhrah ligger uppe på en höjd. Runt Şakhrah är det tätbefolkat, med 308 invånare per kvadratkilometer. Närmaste större samhälle är ‘Ajlūn, 9,4 km väster om Şakhrah. Trakten runt Şakhrah består till största delen av jordbruksmark.